# (1585) Union
(1585) Union ist ein Asteroid des Hauptgürtels, der am 7. September 1947 von E. L. Johnson, vom Union-Observatorium in Johannesburg aus, entdeckt wurde. 
Der Asteroid ist nach dem Union-Observatorium benannt.